# Earphoria
Earphoria är ett livealbum av det amerikanska rockbandet The Smashing Pumpkins. Det är soundtracket till deras video Vieuphoria (som först släpptes 1994 på VHS och inte förrän 2002 på dvd), som innehåller allt från livematerial till deras egenhändigt filmade sekvenser på och bakom scen. Det släpptes inte förrän 2002 på cd. Redan 1994 utkom Earphoria dock, men endast som en promo-cd begränsad till 1000 antal. På grund av den begränsade upplagan var den vanlig som bootleg fram till dess officiella släpp 2002.

## Låtlista
1. Sinfony
2. Quiet - Live, Atlanta 1993
3. Disarm - Live, English TV 1993
4. Cherub Rock - Live, MTV Europe '93
5. Today - Live, Chicago 1993
6. Bugg Superstar (James Iha)
7. I Am One - Live, Barcelona 1993
8. Pulseczar
9. Soma - Live, London 1994
10. Slunk - Live, Japanese TV 1992
11. French Movie Theme
12. Geek U.S.A. - Live, German TV 1993
13. Mayonaise (acoustic) - Live 1988-1994
14. Silverfuck ("Silvercrank") - Live, London 1994
15. Why Am I So Tired?

## Medverkande
- Billy Corgan – sång, gitarr
- D'arcy Wretzky – bas, sång, slagverk på "Mayonaise"
- James Iha – gitarr, sång
- Jimmy Chamberlin – trummor

## Övrigt
- French Movie Theme är b-sida på Cherub Rock singeln.
- Why Am I So Tired?, Pulseczar och Bugg Superstar är tidigare outgivna.